# 奧羅拉·米蘭達
奧羅拉·米蘭達·達庫尼亞·理查德（Aurora Miranda da Cunha Richaid，1915年4 月20—2005年12月22日），巴西女性歌手和演員。1933年，年僅18歲的米蘭達開始了她的職業生涯。米蘭達參演了幾部電影，包括迪士尼動畫電影《西班牙三紳士》，她在影片中與卡通人物唐老鴨和喬奧·卡里奧卡一起跳舞，並演唱了歌曲“Os Quindins de Yayá”。
她的姐姐卡門·米蘭達與塞西莉亞·米蘭達也是歌手。

## 外部連結
- 奧羅拉·米蘭達在互联网电影资料库（IMDb）上的資料（英文）
- 在AllMovie上奧羅拉·米蘭達的頁面（英文）
- TCM电影资料库上奧羅拉·米蘭達的资料（英文）
- 在Find a Grave上的奧羅拉·米蘭達